# Машві га-Балбакі (га-Акбарі)
Машві га-Балбакі (га-Акбарі; він же Цуса і Моше) (м. Акбарі, поблизу Багдаду; ХІ ст.) - один з караїмських учених, що заснував течію "мешвійців" і під кінець свого життя, за повідомленням деяких вчених, перейшов до християнства. 
Машві зобов'язував на молитві стояти обличчям до заходу, а не на південь, як прийнято у караїмів дозволяв є недозволені законами Мойсея жирні частини м'яса, призначені для жертвопринесення, і робив інші зміни. Течія"мешвійців" існувало ще в часи Ієгуди Гадасі, який згадує про неї в своїй книзі у 1157 р. Мешві згадується також арабським істориком Макрізі разом зі своїм товаришем Ісмаїлом га-Акбарі, потім і Йосипом Бегі в його творі "Кирья Неемана".